# Hamish Blake
Hamish Donald Blake (11 de diciembre de 1981) es un comediante, actor y autor australiano de Melbourne. Desde 2003, ha trabajado con Andy Lee como parte del dúo de comedia Hamish and Andy. La pareja ha actuado en vivo y en televisión y radio, especialmente con su programa de radio en tiempo de conducción Hamish & Andy. Como intérprete en solitario, Blake ha aparecido en varios programas de televisión australianos, incluido el Gran Debate televisado del Festival Internacional de Comedia de Melbourne 2008, y ha sido un invitado habitual en Spicks and Specks, Rove y Thank God You're Here. En abril de 2012, Blake y Lee ganaron un Logie Award por su programa de televisión Hamish and Andy Gap Year. Individualmente, Blake también ganó el Premio Logie de Oro a la Personalidad Más Popular en la Televisión Australiana

## Biografía
Blake creció en el suburbio de Glen Waverley en Melbourne. Él es el mediano; su hermano mayor, Lachlan, es un abogado y su hermana, Sophie, ha completado una licenciatura en artes. Sus padres, Noel y Kerry, se separaron cuando Blake tenía 17 años, y su padre finalmente se volvió a casar. Cuando era niño, Blake dice que era fanático de la comedia británica como Monty Python, Fawlty Towers y Blackadder; cuando era adolescente "adoraba" a los comediantes Tony Martin y Mick Molloy. Blake fue miembro del National Boys Choir of Australia a finales de los años ochenta. Asistió a la escuela primaria en Glen Waverley South Primary, la escuela secundaria en Caulfield Grammar School y más tarde en St Leonard's College, graduándose en 1999.
Después de un año sabático, Blake se inscribió en la Universidad de Melbourne en una doble licenciatura en Ciencias / Comercio. "Me interesa la inteligencia artificial y la informática. Eso me sigue fascinando ", dice. Sin embargo, unas pocas semanas después del semestre, conoció a Andy Lee: "Ese fue el punto de inflexión. Las ruedas cayeron rápidamente de mi carrera académica ". Blake finalmente abandonó la universidad para seguir una carrera en comedia junto a Lee. La primera experiencia de Blake con la comedia fue cuando entró a un concurso en la universidad. Estaba quebrado en ese momento y esperaba ganar el primer premio de $ 500. Su desempeño en el stand le valió el tercer lugar y lo calificó para una final de universidades en todo el estado, que sí ganó.
Blake tiene cinco tatuajes en la parte superior de su brazo izquierdo. Uno es de un pequeño ancla para simbolizar el viaje de él y de Lee en un barco alto a Tasmania, que se modificó colocando las letras 'FR' a la izquierda del ancla produciendo el sonido fonético 'Franchor' en honor del cumpleaños de Frank Stallone. Durante la presentación en Perth de Thank You Tour, Blake reveló las letras TH situadas sobre el ancla para producir el sonido fonético "Thanchor" en agradecimiento a los oyentes del programa durante los últimos cinco años. Otra de una rana que fuma una articulación en un monopatín, que fue diseñada y tatuada por Pink, así como los anillos olímpicos para simbolizar el Bi-Bi-Tri-Bi-athlon. El cuarto tatuaje es THURS 8:30 (la franja horaria de su programa, Hamish and Andy Gap Year), que utiliza el TH previamente tatuado. En noviembre de 2016, recibió su tatuaje final, dos baquetas cruzadas para complementar su gira con la banda, Coolboys y The Frontman, y cada miembro de la banda tatuó cada baqueta. Blake es un ávido partidario del Club de Fútbol de Melbourne. Blake fue seleccionado como uno de los participantes en la edición 2011 de Who's Who in Australia.
El 3 de enero de 2012, Blake anunció que estaba comprometido con su novia de dieciocho meses, Zoe Foster. Hamish y Zoe se casaron el 11 de diciembre de 2012, el 31 cumpleaños de Blake. El 1 de noviembre de 2013, Blake anunció que él y Foster Blake están esperando su primer hijo. Sonny Donald Blake nació el 10 de mayo de 2014. La pareja anunció que esperaba su segundo hijo el 3 de febrero de 2017. Rudy Hazel Blake nació el 19 de julio de 2017.

## Carrera

### Hamish y Andy

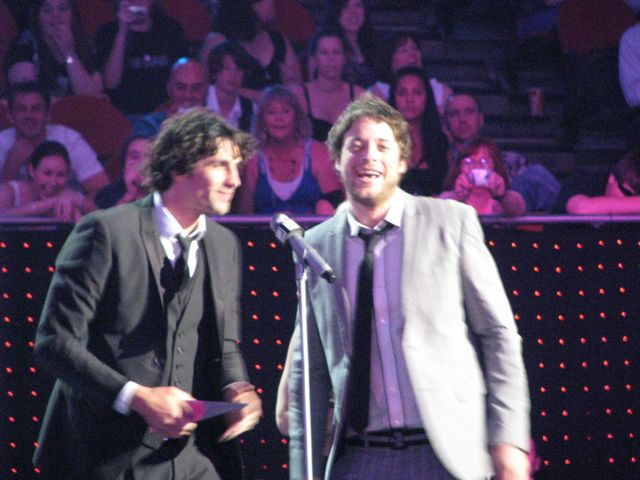
Andy Lee (izquierda) y Blake (derecha) en los Premios ARIA 2009

Hamish Blake ha colaborado con su compañero cómico Andy Lee como el dúo Hamish y Andy desde 2003, cuando realizaron su espectáculo en el Festival Internacional de Comedia de Melbourne, una producción teatral sobre un viaje que habían realizado al norte de Queensland en el viejo auto de Blake. Poco después, se entrenaron con SYN Radio, ganando un turno de viaje, y crearon un programa llamado Radio Karate para RMITV en la estación de televisión de acceso comunitario Canal 31, que crearon en colaboración con Ryan Shelton y otros amigos de la escuela. Radio Karate ganó un Premio de Antena al mejor programa de comedia en los Premios Nacionales de Televisión de la Comunidad en febrero de 2004, y un mes más tarde se le ofreció un programa de comedia nacional en Seven Network de Australia.
El Show de Hamish y Andy se estrenó en Seven Network en marzo de 2005, pero no logró un éxito de calificación y fue cancelado después de dos semanas. Los revisores reconocieron el talento del dúo, pero criticaron el programa como "mal ejecutado". Blake dice que mientras que trabajar en el programa fue una experiencia divertida, tuvieron poco control sobre lo que sucedió y la forma en que se desarrolló. Luego de la cancelación de The Hamish and Andy Show, crearon un pequeño simulacro titulado The Greystone 2800 sobre una pareja que accidentalmente compró una casa de exhibición abierta después de no poder leer la letra pequeña en una compra de vivienda. La película ganó el concurso de cortometrajes del Festival de Comedia de Melbourne y atrajo la atención del comediante Rove McManus. Esto llevó a algunos puntos pequeños en el show de la Red Diez de McManus, Rove Live.
La compañía de McManus, Roving Enterprises, también ayudó al dúo a desarrollar Historias reales, un simulacro de actualidad que se emitió en la Red Diez en 2006. Blake dice que la experiencia de crear Historias reales fue mucho más placentera que The Hamish and Andy Show porque tenían un mayor control sobre la serie. Blake y Lee escribieron, actuaron, dirigieron, filmaron y produjeron el espectáculo con la colaboración de Ryan Shelton y Tim Bartley.
En 2006, Blake y Lee debutaron en un programa nacional de radio en tiempo de manejo titulado Hamish & Andy en Today Network. El programa rápidamente ganó popularidad, terminando el 2006 con casi un millón de oyentes de Melbourne, por delante del popular locutor de radio de 3AW, Derryn Hinch. A partir de agosto de 2008, el programa de Blake y Lee obtuvo la calificación número uno en cuatro de las cinco principales capitales de Australia. A principios de 2009, el programa se transmite en todas las ciudades capitales y en muchos centros regionales de todo el país. 
En septiembre de 2008, se anunció que harían una aparición especial en el programa de Diez ¿Eres más inteligente que un estudiante de quinto grado?, que es alojado por Rove McManus. En el mismo año también hicieron una aparición especial en la telenovela australiana Neighbors.
El miércoles 19 de noviembre de 2008 a las 19:30, Hamish y Andy emitieron su propio episodio, que fue presentado por Rove : Hamish & Andy Re-Gifted: Un especial de Navidad muy temprano. Esto fue para volver a presentar todo lo que habían logrado en 2008 en Rove. 
Hamish y Andy también han aparecido varias veces en Good News Week y The 7PM Project de Channel Ten. 
Es miembro fundador de la banda Rock-Insult, Coolboys and the Frontman, junto con Andy Lee y Jack Post. 

### Trabajo en solitario
Blake ha aparecido en varias series de televisión australianas, incluyendo Spicks y Specks, Thank God You're Here, Twentysomething, el comediante más inteligente de Australia, The Librarians, The Panel, Rove, Talkin '' bout your Generation y The Footy Show. También ha aparecido en la versión británica de Thank God You're Here. En 2008 fue orador del equipo negativo en el Gran Debate televisado anual del Festival Internacional de Comedia de Melbourne.
Tiene una columna mensual en la revista australiana de mujeres Cosmopolitan. También fue el ganador del Premio TV Fugly a la personalidad masculina de Spunkiest TV en 2008. Hamish Blake fue elegido comediante del año en 2007 por la corporación Eather. Su compatriota Andy Lee se ubicó en el puesto 14 para el 2007.   Blake también fue el primero en 'La celebridad más poderosa de la televisión' en 2009, Lee llegó 19.º 
El 20 de enero de 2010 se anunció que Hamish escribirá una columna para el Herald Sun. 
Hamish, junto con Zoe Foster, ha escrito un libro sobre citas llamado "Romance de libro de texto"
Después de retirarse de su programa de radio diario, Hamish ha asumido varios proyectos paralelos durante el verano. En 2011, Blake hará una aparición en una nueva comedia de ABC llamada Twentysomething, protagonizada por Jess Harris y Josh Schmidt, los mejores amigos de la vida real. También será coprotagonista en su primer largometraje con Bret McKenzie de Flight of the Conchords en Two Little Boys, filmado en Nueva Zelanda Hamish bromea: "No me siento cómodo engañando a Andy, pero ahora todo está fuera de juego. ahí. Siempre hemos tenido una relación de comedia abierta, pero fue solo para eventos de una noche, sin intercambio de números de teléfono. "Los escuché [Andy y Jemaine Clement, la compañera cómica de Bret] susurrando por teléfono, planeando hacer su propia película para lanzarla el mismo día para hundir la nuestra".

## Filmografía

### Como un actor
| Año       | Título                  | Papel                | Notas            |
| --------- | ----------------------- | -------------------- | ---------------- |
| 2006      | Historias reales        | Varios               | 8 episodios      |
| 2008      | Vecinos                 | Fred                 | 1 episodio       |
| 2009      | Los bibliotecarios      | Jake jackson         | 1 episodio       |
| 2010      | Yo también te quiero    | Patricio             |                  |
| 2012      | Dos niños pequeños      | Deano                |                  |
| 2011-2013 | Veintialgo              | Porra                | 12 episodios     |
| 2015      | Ahora agrega miel       | Alex Kilstein        |                  |
| 2015      | Ryan Gossing            | Héroe de la cara     | Anuncio          |
| 2016      | muchacha                | Equipo de televisión | Miniseries de TV |
| 2016      | La niña equivocada      | Hamilton             |                  |
| 2018      | Ralph rompe el internet | Piro                 |                  |

### Él mismo
| Año       | Título                                                              | Notas                                |
| --------- | ------------------------------------------------------------------- | ------------------------------------ |
| 2004      | Recurso de Viernes Santo del Royal Children's Hospital 2004         | Documental de película de televisión |
| 2004      | Hamish y Andy                                                       | 6 episodios                          |
| 2005      | El niño más inteligente de Australia                                | 1 episodio                           |
| 2006      | Bailando con las estrellas                                          | 1 episodio                           |
| 2006      | Los 20 Premios Anuales de ARIA                                      | Anfitrión                            |
| 2007      | Los premios de la semana de televisión de 2007                      | Anfitrión                            |
| 2007      | Vivir la tierra                                                     | Documental                           |
| 2007      | 'Little Britain' Down Under                                         |                                      |
| 2007      | El panel                                                            | 1 episodio                           |
| 2008      | Gracias a Dios que estás aquí                                       | 2 episodios, series del Reino Unido  |
| 2008      | La 50.ª edición anual de TV Week Logie Awards                       |                                      |
| 2008      | El show de footy                                                    | 1 episodio                           |
| 2009      | Australia se une: el llamamiento victoriano de incendios forestales |                                      |
| 2006-2009 | Gracias a Dios que estás aquí                                       | 10 episodios                         |
| 2009      | La guerra del cazador en todo                                       | 1 episodio                           |
| 2009      | La fabricación de 'Los bibliotecarios'                              | Video documental corto               |
| 2009      | El Show de Jay Leno                                                 | 2 episodios                          |
| 2005-2009 | Rove Live                                                           | 40 episodios                         |
| 2010      | Sleuth 101                                                          | 1 episodio                           |
| 2010      | 50.ª Semana Anual de TV Logie Awards                                |                                      |
| 2010      | Semana de buenas noticias                                           | 1 episodio                           |
| 2010      | El show de Graham Norton                                            | 1 episodio                           |
| 2009-2010 | Hablando de tu generación                                           | 3 episodios                          |
| 2009-2010 | El proyecto                                                         | 20 episodios                         |
| 2011      | Año sabático de Hamish y Andy                                       | 20 episodios                         |
| 2005-2011 | Spicks y Especificaciones                                           | 53 episodios                         |
| 2012      | Noticias de moda en vivo                                            | 1 episodio                           |
| 2012      | Adam Hills esta noche                                               | 1 episodio                           |
| 2012      | La 54.ª edición anual de TV Week Logie Award                        | Coanfitrión                          |
| 2012      | The Silic & Lee Show en Logies: Red Carpet Special 2012             |                                      |
| 2012      | Euro Gap Year de Hamish & Andy                                      | 7 episodios                          |
| 2012      | Hoy                                                                 | 1 episodio                           |
| 2009-2012 | La caravana de coraje de Hamish y Andy                              | 4 episodios, 4 series de la parte    |
| 2013      | El show de Ryzza Mae                                                | 1 episodio, sin acreditar            |
| 2013      | El año de la brecha asiática de Hamish y Andy                       | 6 episodios                          |
| 2014      | El año sabático de Hamish y Andy en América del Sur                 | 6 episodios                          |

### Como escritor
| Año       | Título                                              | Episodio / s Escrito |
| --------- | --------------------------------------------------- | -------------------- |
| 2004      | Hamish y Andy                                       | 6                    |
| 2006      | Historias reales                                    | 8                    |
| 2005-2009 | Rove Live                                           | 40                   |
| 2011      | Año sabático de Hamish y Andy                       | 10                   |
| 2012      | Euro Gap Year de Hamish & Andy                      | 7                    |
| 2009-2012 | Caravana de coraje                                  | 4                    |
| 2013      | El año sabático de Hamish y Andy                    | 6                    |
| 2014      | El año sabático de Hamish y Andy en América del Sur | 6                    |

## Partido de Whitten Legends EJ
En 2008 y 2009, Blake y su compañero de trabajo Lee jugaron en el juego EJ Whittens Legends. Lee jugó para Victoria y Blake jugó para los All Stars. Blake anotó el gol de la victoria de los All Stars en 2008 y dos goles en 2009. 

## Mr. New York State 2011
Como parte de un truco para la serie de televisión Hamish and Andy's Gap Year, Andy ingresó a Hamish en la competencia de culturismo Mr. New York State en la división de peso pesado. Debido a una tecnicidad en la que Blake fue el único competidor de más de 200 libras (el requisito mínimo para un contendiente de peso pesado), se le otorgó el título de Mr. New York State 2011 en la división de peso pesado.
| Año  | Premio                   | Categoría               | Resultado | Referencia                                  |
| ---- | ------------------------ | ----------------------- | --------- | ------------------------------------------- |
| 2011 | Sr. Estado de Nueva York | División de peso pesado | Ganado    | https://www.youtube.com/watch?v=w86vPvXu75I |

## Premios y nominaciones
| Año  | Premio        | Categoría                                    | Resultado | Referencia                                  |
| ---- | ------------- | -------------------------------------------- | --------- | ------------------------------------------- |
| 2012 | Premios Logie | La personalidad más popular en la televisión | Ganado    | https://www.youtube.com/watch?v=hDMEgG50Qk4 |
| 2013 | Premios Logie | La personalidad más popular en la televisión | Nominado  |                                             |